# Trosly-Breuil
Trosly-Breuil ist eine französische Gemeinde im Département Oise in der Region Hauts-de-France mit einer Fläche von 1098 Hektar und 2024 Einwohnern (Stand 1. Januar 2022).

## Lage
Die Gemeinde Trosly-Breuil liegt an der Aisne, 14 Kilometer östlich von Compiègne. Sie grenzt an den Wald von Compiègne und verfügt über einen kleinen Hafen an der Aisne, den Port de la Joyette.

## Geschichte
Bisher unbelegt ist die Aussage, die fränkischen Könige hätten in Trosly-Breuil, damals königliche Apanage, einen Palast besessen. Ebroin, Hausmeier zu Zeiten des Königs Dagobert II., übertrug diese der Abtei von Soissons.
Aus dem ausgehenden Mittelalter sind Teile der Kirche aus dem 15. Jahrhundert erhalten.
Trosly-Breuil wurde Anfang des 20. Jahrhunderts für die Luftschiffhalle von Adolphe Clément bekannt. Dieser baute hier im Jahr 1908 das Luftschiff Clément-Bayard No. 1, dem mindestens fünf weitere folgen sollten. Die No. 1 brach den Rekord des geschlossenen Rundfluges, mit der No. 2 gelang die erste Ärmelkanalüberquerung.
Im Jahr 1964 gründete der Kanadier Jean Vanier gemeinsam mit den beiden geistig behinderten Franzosen Philippe Seux und Raphaël Simi in Trosly-Breuil die erste Lebensgemeinschaft der Organisation L’Arche, die heute in 36 Ländern verbreitet ist. Mit dem erklärten Ziel, ein Zeichen der Hoffnung, der Treue, der Solidarität und der Versöhnung für die Welt zu sein, fördert diese Geistliche Gemeinschaft das Zusammenleben von behinderten und nicht behinderten Menschen.

## Bevölkerungsentwicklung
| Jahr      | 1962 | 1968 | 1975 | 1982 | 1990 | 1999 | 2006 | 2014 | 2021 |
| Einwohner | 1524 | 1963 | 2098 | 1972 | 2034 | 2164 | 2021 | 2096 | 2035 |

Quellen: Cassini und INSEE

## Sehenswürdigkeiten
- Kirche Saint-Martin-de-Breuil, teilweise aus dem 15. Jahrhundert

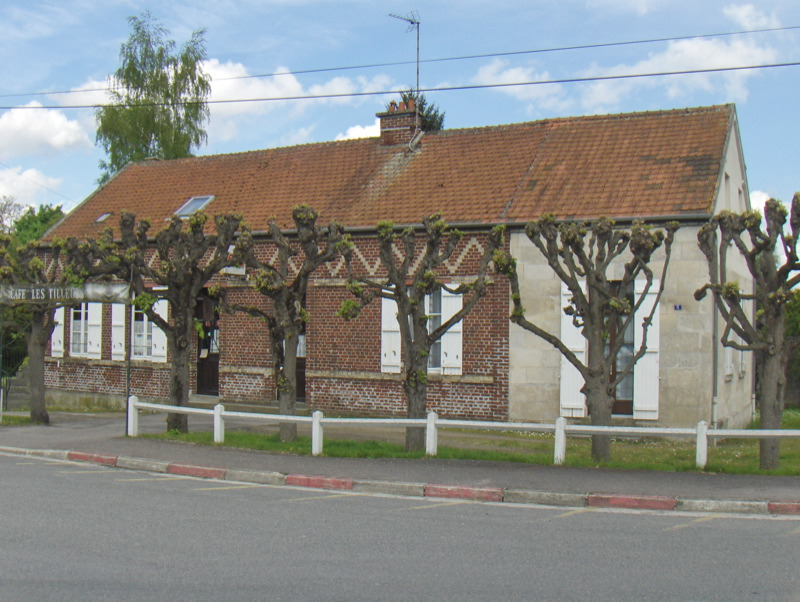
Chemiearbeitersiedlung
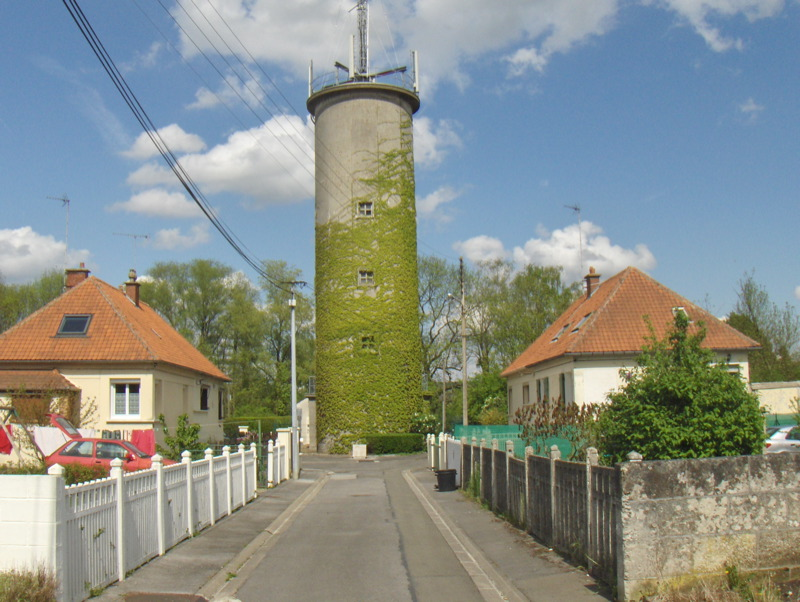
Wasserturm
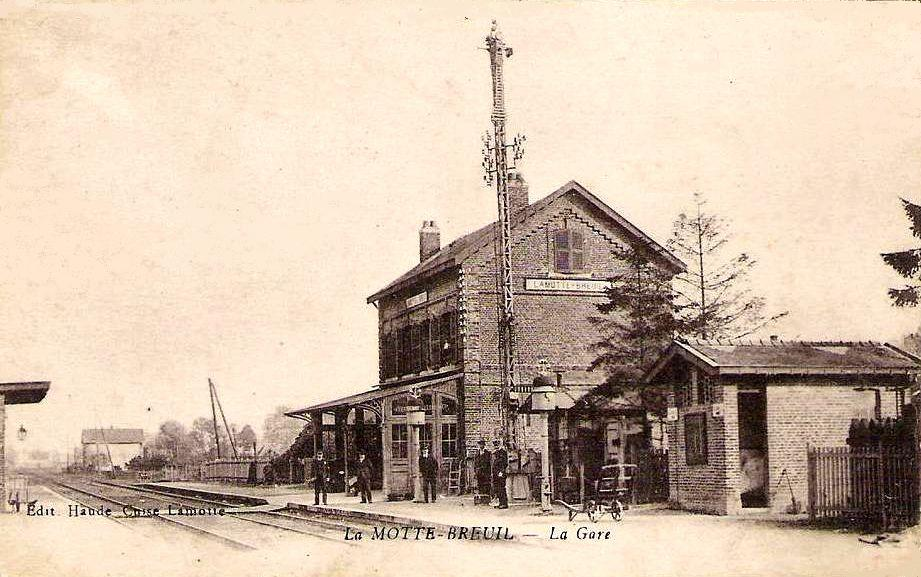
Ehemaliger Bahnhof Lamotte-Breuil

## Wirtschaft
Erwerbszweige sind neben dem Hafenbetrieb die Kesselschmiederei sowie Chemie- und Betonfabriken.